# 赵弘智
趙弘智（572年—653年）字处仁，河南新安人。
後魏車騎大將軍趙肅之孫。父赵玄轨，为隋陕州刺史。趙弘智生于陈宣帝太建四年（572年），早年喪母，事父至孝。學通《三禮》、《史記》、《漢書》。隋大业年間，为司隷從事。入唐後，由大理卿郎颖（字楚之）推薦，擢拔为詹事府主簿。预修六代史。
贞观年间，他与令狐德棻、袁朗等十多人一同编修《艺文类聚》。自太子舍人转为吏部员外郎，迁国子博士、检校吏部郎中，寻为越王府长史兼检校吏部侍郎。遂转黄门侍郎，兼弘文馆学士。以病外任莱州刺史。他对待兄长赵弘安如同对待父亲一样，将自己的俸禄全部交给他，赵弘安死后，又恭谨侍奉寡嫂，对侄子以慈爱著称。后迁任太子的右庶子，被废黜后，坐除名。不久起复为光州刺史。
唐高宗即位后，任陈王师。高宗令弘智于百福殿讲《孝经》，召集中书门下三品及弘文馆学士、太学儒者听讲，轻松回答学士们的问难。高宗很高兴，赐给他彩绢二百匹、名马一匹。不久升迁国子祭酒，仍为崇贤馆学士。永徽四年（653年）卒，年八十二岁，谥曰宣。有文集二十卷。

## 延伸阅读
[在维基数据编辑]
 《舊唐書·卷188》，出自刘昫《舊唐書》
 《新唐書·卷106》，出自《新唐書》